# Willi Fuggerer
Willi Fuggerer (Nurembergue, 11 de setembro de 1941 — setembro de 2015) foi um ciclista de pista alemão que competiu em duas provas nos Jogos Olímpicos de 1964, em Tóquio, onde conquistou a medalha de bronze competindo para Equipe Alemã Unida.